# Johanna Stachel

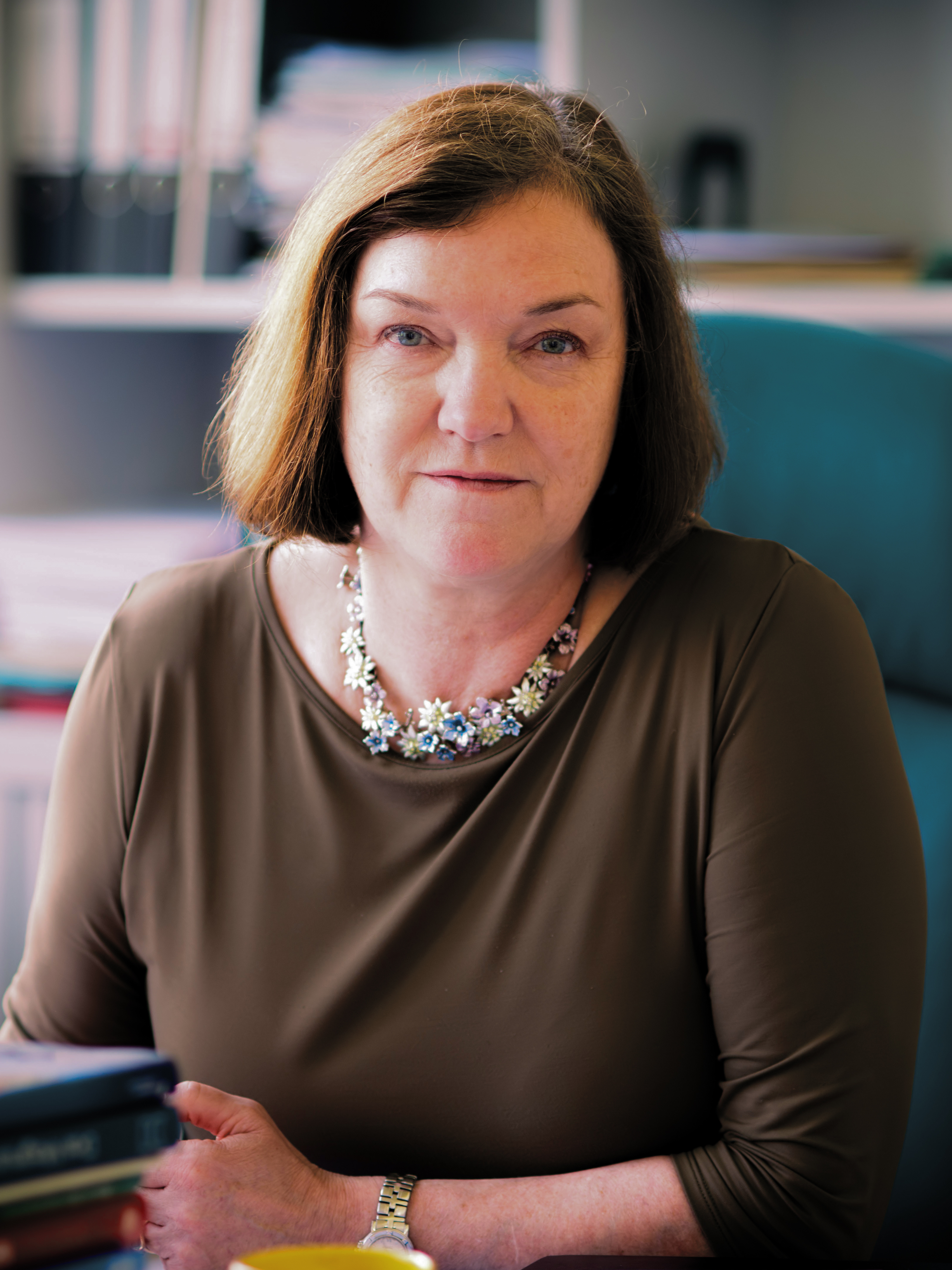
Johanna Stachel, 2016

Johanna Barbara Stachel (* 3. Dezember 1954 in München) ist eine deutsche Kern- und Teilchenphysikerin sowie Hochschullehrerin  für Experimentalphysik. Sie lehrt  an der Ruprecht-Karls-Universität Heidelberg. Im Forschungszentrum CERN in Genf erforscht sie in Experimenten mit dem Teilchenbeschleuniger Large Hadron Collider das „Quark-Gluon-Plasma“; zudem ist sie Sprecherin des BMBF-Forschungsschwerpunkts ALICE. Von 2012 bis 2014 war sie außerdem Präsidentin der Deutschen Physikalischen Gesellschaft.

## Forschungsschwerpunkte
Stachel konzentriert sich bei ihrer Forschung auf das Verständnis der Kollisionen von Atomkernen mit ultra-relativistischen Energien. Dies bedeutet, dass die Atome mit nahezu Lichtgeschwindigkeit kollidieren, und die Relativitätstheorie eine wichtige Rolle spielt. Als Teil des ALICE-Experiments am Large Hadron Collider am CERN in Genf studiert sie das Quark-Gluon-Plasma und forscht an der Entwicklung der Detektoren, die diese Experimente der Teilchenphysik möglich machen.

## Karriere

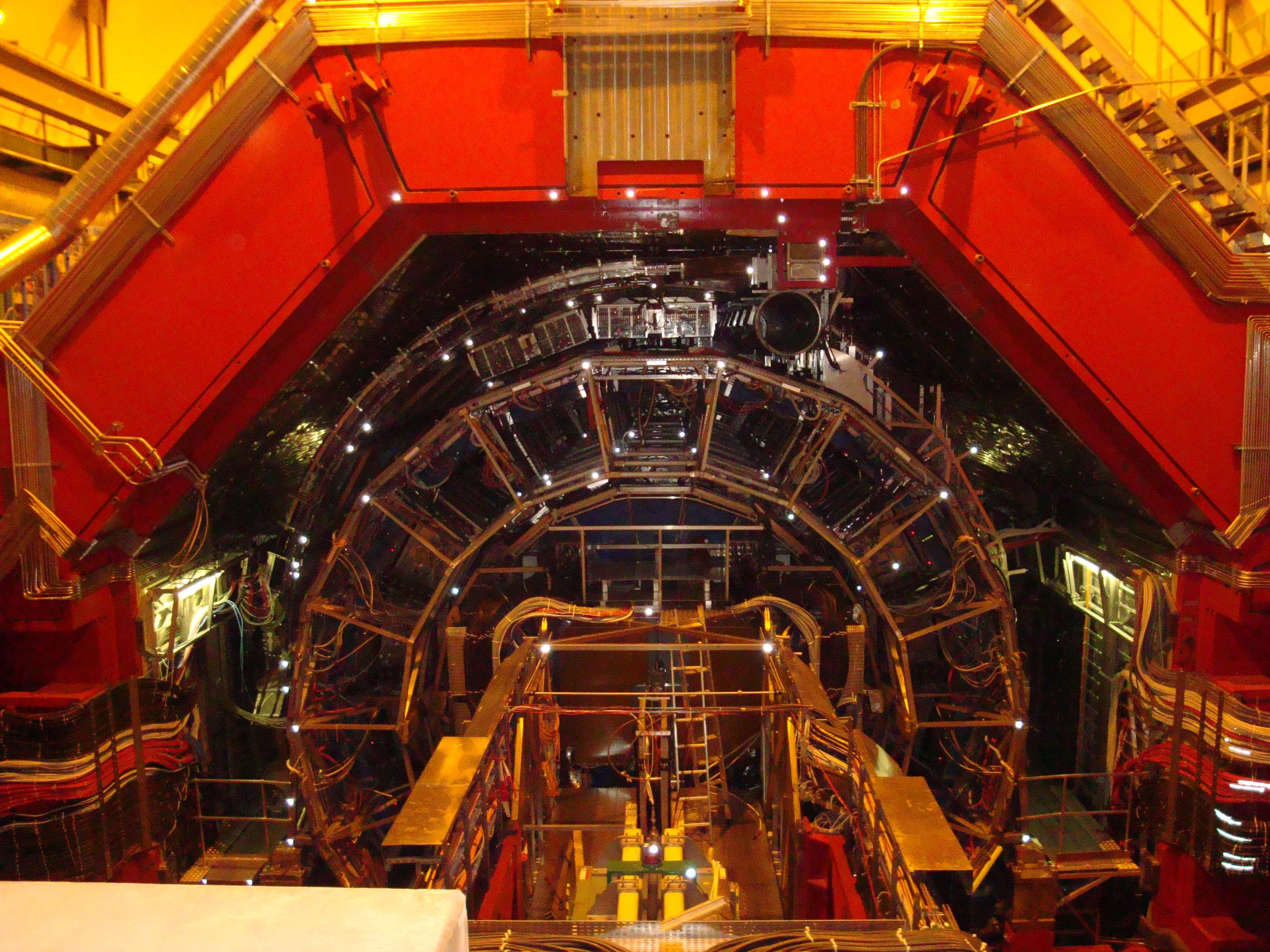
Der ALICE-Detektor des LHC des CERN.

Johanna Stachel besuchte bis zum Abitur 1972 das Spohn-Gymnasium in Ravensburg, studierte an der Johannes-Gutenberg-Universität Mainz bis 1978 Chemie und Physik und wurde dort 1982 mit der Arbeit Die neutronenreichen Rutheniumisotope, ein Übergangsgebiet zwischen sphärischen und asymmetrisch deformierten Kernen zur Dr. rer. nat. promoviert. Von 1983 bis 1996 war sie, zuletzt als Professorin, an der SUNY at Stony Brook im US-Bundesstaat New York und dem nahen Brookhaven National Laboratory tätig.
1996 folgte sie einem Ruf an die Universität Heidelberg. 2003–2005 wirkte sie als Dekanin der Fakultät für Physik und Astronomie der Universität Heidelberg. Bis 2012 hatte sie weiterhin das Amt der Vize-Dekanin inne und wirkte als Aufsichtsführende Redakteurin für Nuclear Physics A (Elsevier).
Seit 2000 ist sie Projektleiterin des Projekts „ALICE Transition Radiation Detector“ und sitzt außerdem im Vorstand des ALICE-Experiments.
Für ihre zweijährige Amtszeit von 2012 bis 2014 als Präsidentin der Deutschen Physikalischen Gesellschaft nahm sie sich außerdem vor, für die Notwendigkeit der Grundlagenforschung zu werben und somit die Wertschätzung der Forschung zu fördern. Außerdem war es ihr ein Anliegen, den Physikunterricht in Schulen zu fördern. Sie warnte in diesem Zusammenhang auch vor dem Mangel an Physiklehrern in deutschen Schulen. Während ihrer Karriere hielt sie über 150 Vorträge bei internationalen Workshops und Konferenzen und wirkte bei über 100 Seminaren und Kolloquien mit.

## Ämter und Ehrenämter
Stachel war und ist Mitglied in zahlreichen wissenschaftlichen Beiräten und Komitees. Sie sitzt im Beirat der Wilhelm und Else Heraeus-Stiftung und saß im Aufsichtsrat des Karlsruher Instituts für Technologie und im Universitätsrat der Universität Heidelberg.
2011 wurde Johanna Stachel für die Amtszeit 2012–2014 zur Präsidentin der Deutschen Physikalischen Gesellschaft gewählt.
In der Funktionsperiode 2018 bis 2023 war sie Mitglied des Universitätsrates der Technischen Universität Wien. Für die Funktionsperiode 2023 bis 2028 wurde sie zur stellvertretenden Vorsitzenden gewählt.
2024 wurde sie zur Seniorprofessorin distincta der Universität Heidelberg ernannt.

## Ehrungen
- 1986: Sloan Research Fellow
- 1988: Presidential Young Investigator Award
- 1997: American Physical Society, Fellow
- 1998: Berlin-Brandenburgische Akademie der Wissenschaften, außerordentliche Mitgliedschaft
- 1999: Bundesverdienstkreuz am Bande
- 2001: Lautenschläger-Forschungspreis
- 2012: Ordentliches Mitglied der Academia Europaea[11]
- 2014: Lise-Meitner-Preis
- 2014: Ordentliches Mitglied der Heidelberger Akademie der Wissenschaften
- 2015: Mitglied der Leopoldina[12]
- 2019: Stern-Gerlach-Medaille[13]
- 2021: Bundesverdienstkreuz 1. Klasse[14]
- 2022: Mitglied der American Academy of Arts and Sciences

## Ehrenmitgliedschaft
Sie hat am 28. März 2014 beim Physikalischen Verein die Ehrenmitgliedschaft erhalten. Sie ist gleichzeitig die erste Frau, die die Ehrenmitgliedschaft beim Physikalischen Verein verliehen bekam.